# 中國國民黨臨時全國代表大會
中国国民党临时全国代表大会是1938年3月29日至4月1日共4个夜间在武昌的武汉大学图书馆召开的中国国民党全国代表大会。大会听取政府报告、党务报告、军事报告，通过《改进党务并调整党政关系案》、抗战建国纲领决议案、组织非常时期国民参政会以统一国民意志增加抗战力量案等提案，发表大会宣言。大会发布《抗战建国纲领》，决定中国国民党设总裁、副总裁各一人，选举蒋中正为中國國民黨總裁，汪兆铭为中國國民黨副總裁把以前的委员会集体决策体制改为总裁独断制。决定設立中國國民黨中央執行委員會調查統計局；设立三民主义青年团。
大会结束后紧接着召开五届四中全会，具体落实各项决议。在中央执行委员会设秘书长、党务委员会、训练委员会（主任委员段锡朋）、中央训练团。